# Sichuan-Wacholder
Der Sichuan-Wacholder (Juniperus saltuaria) ist eine Pflanzenart aus der Familie der Zypressengewächse (Cupressaceae). Sie ist im zentralen China heimisch.

## Beschreibung
Der Sichuan-Wacholder wächst als immergrüner Baum, selten auch als Strauch, der Wuchshöhen von bis zu 20 Metern erreichen kann. Die Äste gehen gerade oder aufsteigend vom Stamm ab. Die gebogenen Zweige werden 1 bis 1,7 Millimeter dick und haben einen viereckigen Querschnitt.
Der Sichuan-Wacholder sowohl nadelförmige als auch schuppenartige Blätter aus, wobei die Nadeln vor allem auf jungen Bäumen anzutreffen sind. Die nadelförmigen Blätter werden 4,5 bis 6 Millimeter lang und stehen Dreierwirteln an den Zweigen. Sie sind auf der Unterseite gefurcht und die Blattspitze ist spitz zulaufend. Die gewölbten Schuppenblätter sind bei einer Länge von 1 bis 2 Millimetern dreieckig-rautenförmig geformt. An der Basis der Blattunterseite befindet sich eine unscheinbare, kugel- oder eiförmige Blattdrüse und die leicht eingedrückte Blattspitze ist stumpf.
Der Sichuan-Wacholder ist einhäusig getrenntgeschlechtig (monözisch). Die männlichen Blütenzapfen sind bei einer Länge von etwa 2 Millimetern annähernd kugelig geformt. Sie enthalten sechs bis acht Mikrosporophylle, welche je zwei bis drei Pollensäcken tragen. Die aufrecht stehenden weiblichen Zapfen sind bei einem Durchmesser von 0,4 bis 1 Zentimetern annähernd eiförmig bis annähernd kugelig geformt. Zur Reife hin sind sie bläulich schwarz bis schwarz gefärbt. Jeder Zapfen trägt ein Samenkorn. Die gefurchten und narbigen Samen sind bei einer Länge von 3,5 bis 7 Millimetern und einer Breite von 3 bis 5 Millimetern unregelmäßig kugelig-eiförmig geformt.

## Vorkommen und Gefährdung
Das natürliche Verbreitungsgebiet des Sichuan-Wacholders liegt im zentralen China in den Provinzen südliches Gansu, südöstliches Qinghai, westliches Sichuan, östliches Xizang sowie nordwestliche Yunnan.
Der Sichuan-Wacholder gedeiht in Höhenlagen von 2700 bis 4600 Meter vor allem in Wäldern und Dickichten.
Der Sichuan-Wacholder wird in der Roten Liste der IUCN als „nicht gefährdet“ eingestuft. Da die letzte Erhebung 1998 erfolgte wird jedoch darauf hingewiesen, dass eine erneute Überprüfung der Gefährdung notwendig ist.

## Systematik
Die Erstbeschreibung als Juniperus saltuaria erfolgte 1914 durch Alfred Rehder und Ernest Henry Wilson in Plantae Wilsonianae. An enumeration of the woody plants collected in Western China for the Arnold Arboretum of Harvard University during the years 1907, 1908 and 1910 by E.H. Wilson edited by Charles Sprague Sargent, Band 2 (1), Seiten 61–62. Ein Synonym für Juniperus saltuaria Rehder & E.H.Wilson ist Sabina saltuaria (Rehder & E.H.Wilson) W.C.Cheng & W.T.Wang.